# Валютный совет

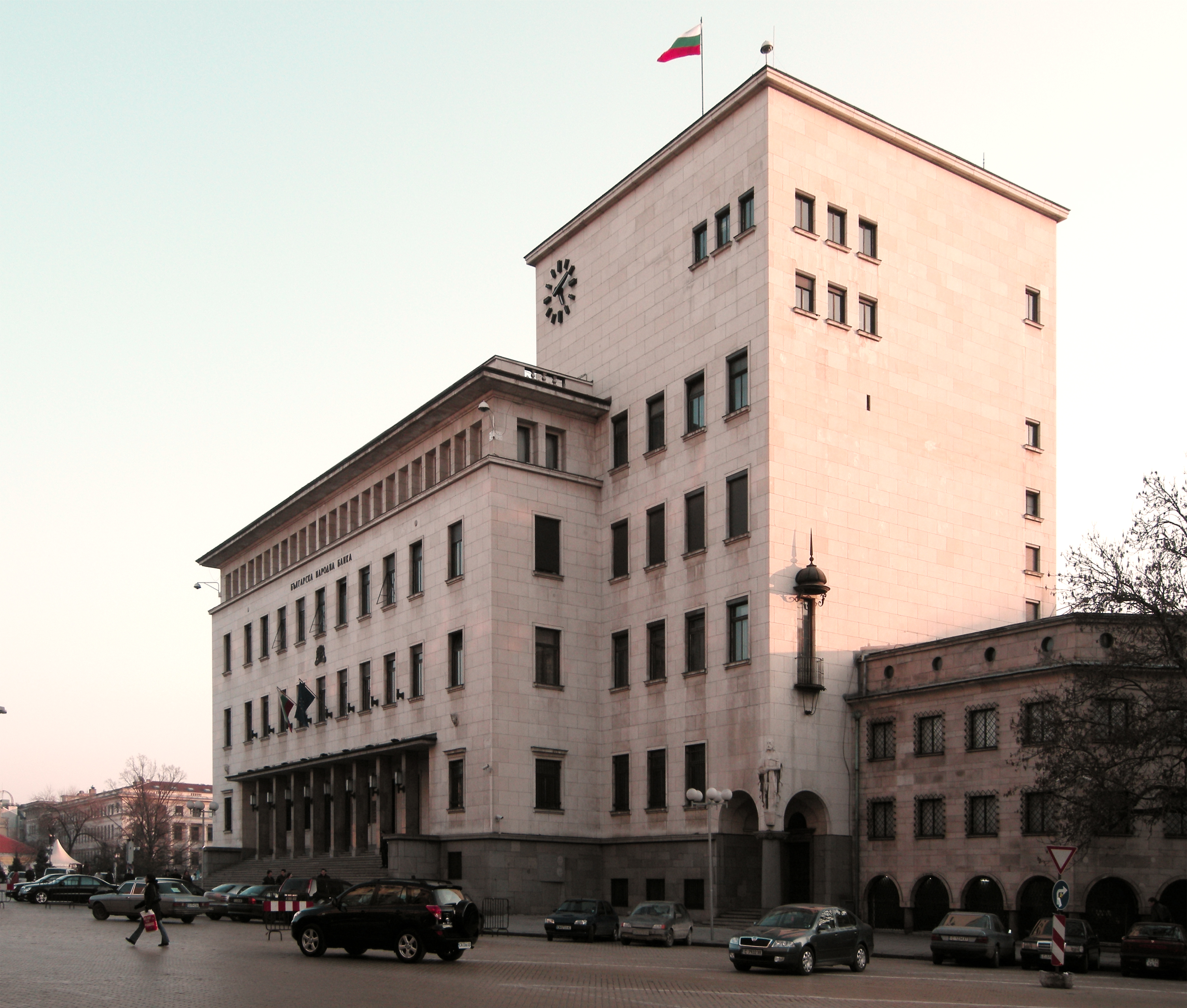
Болгарский народный банк, действующий по правилам валютного совета с 1997 года (София)

Валютное управление (англ. сurrency board), также валютное правление или валютный совет, — режим денежно-кредитной политики, при которой денежные власти принимают на себя обязательство неограниченного обмена национальной валюты на иностранную валюту по фиксированному курсу, которое закрепляется на законодательном уровне. Валютным советом, управлением или правлением называются денежные власти, ответственные за реализацию описанной политики. Иностранная валюта, к которой происходит фиксация курса национальной валюты, носит название «якорная валюта». 
Валютный совет получил широкое распространение в период расцвета европейских империй и представлял собой форму денежных властей в колониях. Выпуск местной валюты в колонии осуществлялся под обеспечение резервной валюты метрополии. По существу денежные власти колонии лишены эмиссионной функции: они лишь меняют одну валюту на другую. Общий объём денежного предложения в глобальной финансовой системе остаётся неизменным. Роль настоящих эмиссионных центров остаётся за теми центральными банками, что осуществляют выпуск резервной валюты, которая формирует резервы колоний. Система была создана англичанами для своих колоний в середине XIX века.

## Функциональные характеристики системы

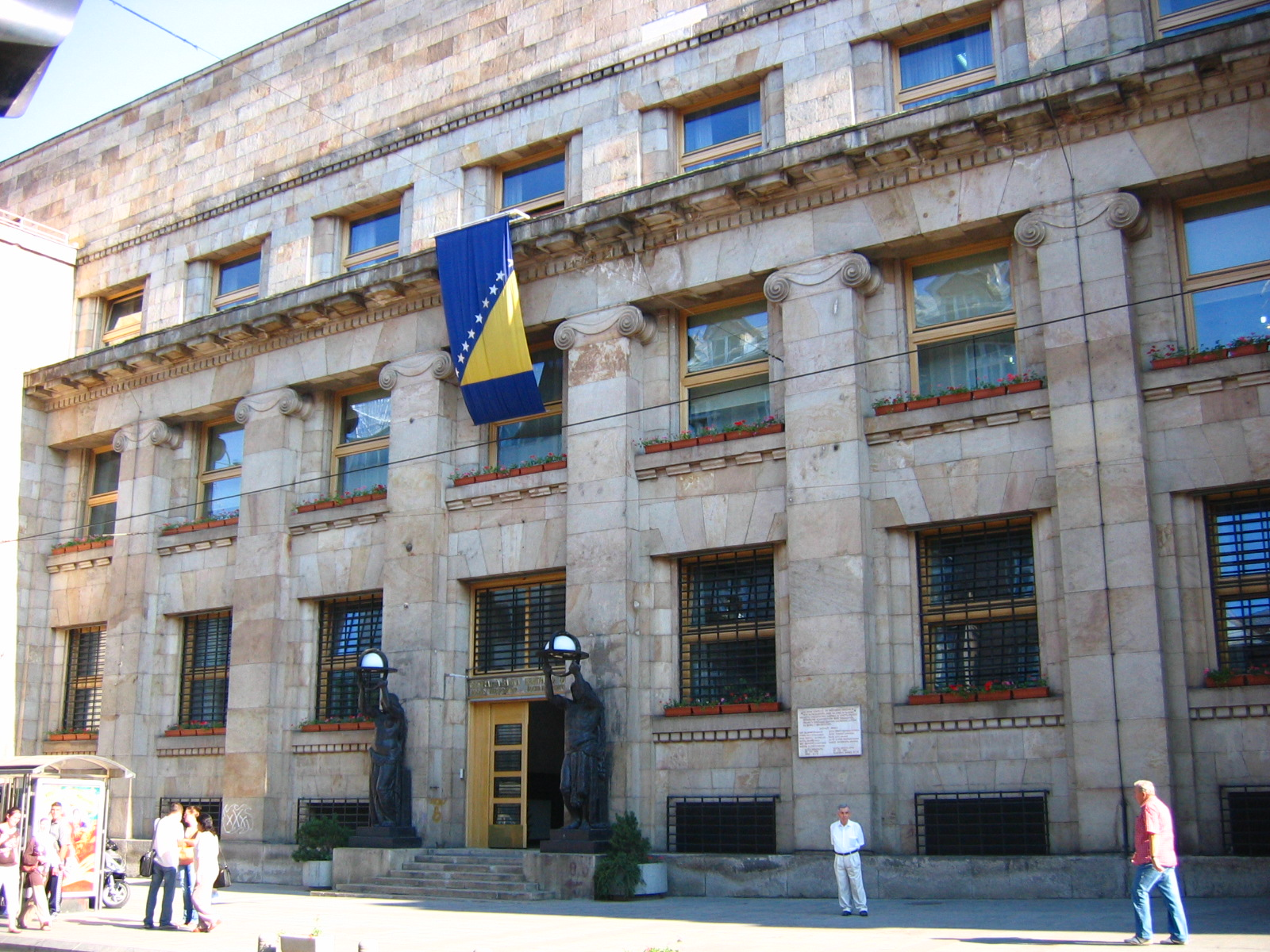
Центральный банк Боснии и Герцеговины, действующий по правилам валютного совета с 1997 года (Сараево).

- Валютные резервы страны должны полностью покрывать объём национальной валюты в обращении (как правило, они составляют не менее 110—115 % денежной базы).
- Валютный совет поддерживает полную неограниченную конвертируемость национальной валюты в иностранную.
- Валютный совет получает только процентный доход от управления валютными резервами и не заключает деривативных контрактов на валюту.
- Денежная эмиссия осуществляется при обмене национальной валюты на иностранную.
- Валютные резервы формируются в результате денежной эмиссии.
- Валютный совет не имеет права выступать кредитором последней инстанции для банков.
- Валютный совет не кредитует правительство.
- Процентные ставки на внутреннем рынке соответствуют процентным ставкам в стране - эмитенте якорной валюты с учетом премии за суверенный риск.
- Валютный совет не может осуществлять независимую денежно-кредитную политику, направленную на достижение внутренних экономических целей (ценовая стабильность, сбалансированный экономический рост и минимальная безработица).
- У денежных властей могут оставаться ограниченные дискреционные возможности, зависящие от правовых основ валютного совета.

## История валютного совета

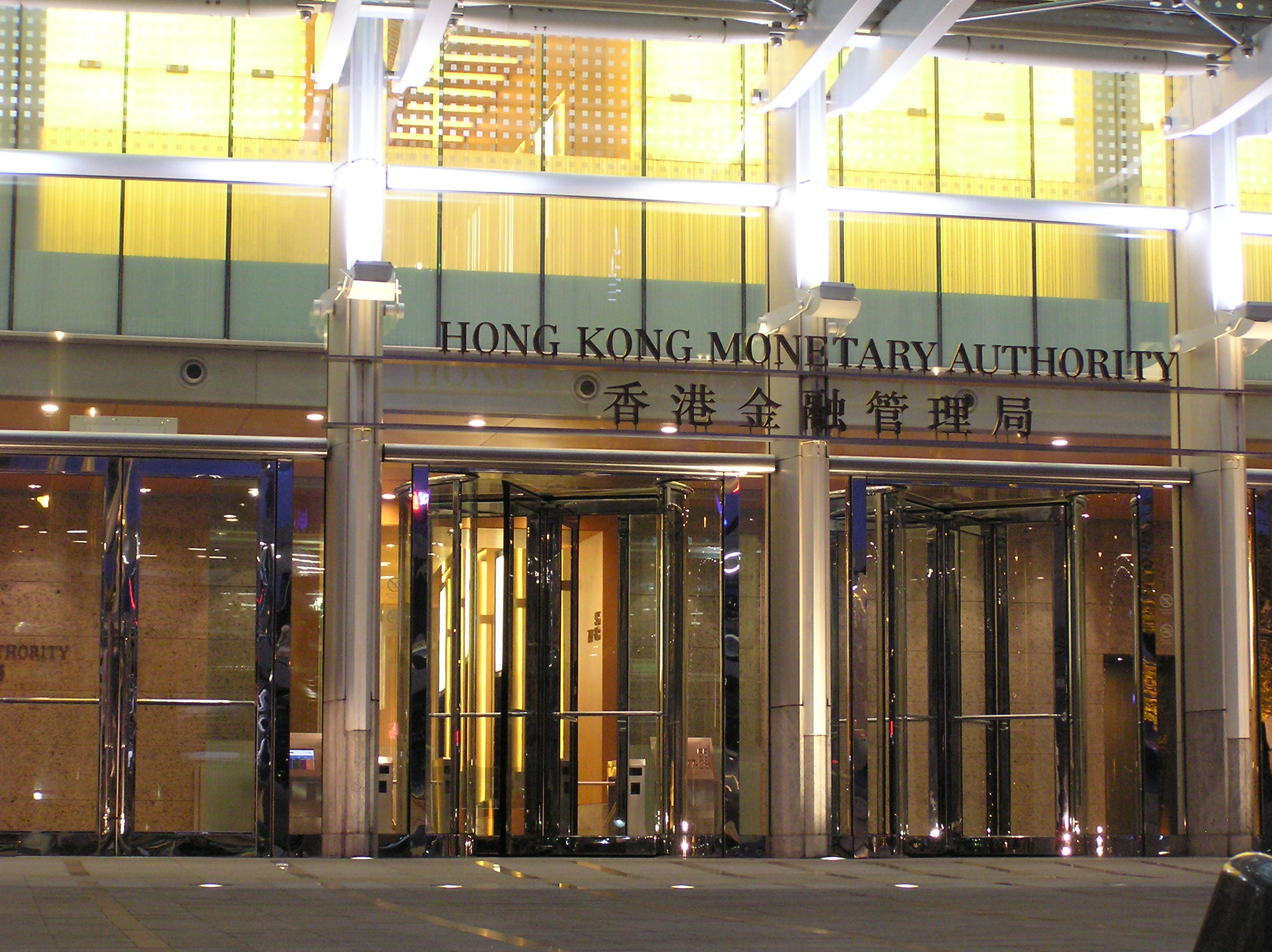
Денежно-кредитное управление Гонконга, действующее как валютный совет с 1983 года (Гонконг).

Классический валютный совет представляет собой институт, эмитирующий банкноты и монеты, которые при предъявлении первого требования свободно конвертируются по фиксированному курсу обмена в иностранную валюту или другой внешний резервный актив. Обычно валютный совет не принимает депозиты правительства или коммерческих банков, однако если это происходит, то они должны не менее чем на 100 % покрываться внешними резервами. Ортодоксальный валютный совет придерживается пассивной денежно-кредитной политики: эмиссия осуществляется в соответствии с состоянием платежного баланса, сохраняется полная конвертируемость, а стерилизованные интервенции, — так же, как и кредитование банков, — полностью исключены. 
Валютный совет получил распространение на просторах Британской империи в XIX веке. Первый валютный совет был учрежден в 1849 году колониальным правительством на острове Маврикий, входившим в состав Британской империи. Валютный совет на Маврикии стал прототипом валютных советов для других британских колоний в Африке и Азии. После Второй мировой войны большинство новообразованных государств постколониального периода решило сменить валютные советы на институт центрального банка. Были нередки случаи, когда несколько стран имели объединённый институт валютного совета, ведавший политикой в рамках единой валютной зоны.
Таблица 1. Финансовый баланс классического валютного совета.
| Активы           | Пассивы                      |
| ---------------- | ---------------------------- |
| Валютные резервы | Наличные деньги в обращении  |
| Валютные резервы | Депозиты коммерческих банков |
| Денежная база    | Денежная база                |

В силу меньшей гибкости денежно-кредитной политики валютные советы уступили место центральным банкам как более совершенным институтам. Тем не менее, в современном мире остаются валютные советы, которые модифицированы по сравнению с классической версией.

## Модифицированный валютный совет
Модифицированный валютный совет (modified currency board), или квазивалютный, гетеродоксный валютный совет, представляет собой измененный аналог классического валютного совета. Он обладает монополией на денежную эмиссию и комбинирует функции канонического совета и центрального банка. Например, модифицированный совет может не иметь 100%-го покрытия денежной базы резервными активами, проводить стерилизованные валютные интервенции и выдавать краткосрочные кредиты банковскому сектору. В отличие от канонического совета, несмотря на фиксированный валютный курс, он проводит более активную политику, что придаёт ему сходство с дискреционными денежными властями. История модифицированного валютного правления включает около восьми десятков примеров его применения. В течение колониальной эпохи различные доминионы Британской империи управляли разветвлённой сетью валютных советов, основанных на фунте стерлинге в качестве резервной валюты. На пике популярности в 1940-х годах валютное правление действовало одновременно в пятидесяти странах, включая Новую Зеландию, Сингапур, Малайзию, Филиппины, Бирму, Индию, Израиль, Иорданию, Ирак, Египет и др. Сегодня валютный совет функционирует только в нескольких маленьких государствах и зависимых территориях
Таблица 2. Финансовый баланс модифицированного валютного совета.
| Активы                                                                             | Пассивы                      |
| ---------------------------------------------------------------------------------- | ---------------------------- |
| Валютные резервы                                                                   | Наличные деньги в обращении  |
| Валютные резервы                                                                   | Счета правительства и банков |
| Финансовые активы, доступные для продажи или учитываемые по справедливой стоимости | Резервы на возможные потери  |
| Финансовые активы, удерживаемые до погашения                                       | Собственный капитал          |

## Крупнейшие валютные советы в мире, действовавшие в XX столетии[1]
| Страна (регион)                      | Денежные власти                             | Годы      |
| Аргентина (1-й эпизод)               | Caja de Conversión                          | 1903—1914 |
| Филиппины (1-й эпизод)               | Currency Reserve Fund (Gold Standard Fund)  | 1903—1916 |
| Индия (2-й эпизод)                   | Paper Currency Department                   | 1898—1916 |
| Аргентина (2-й эпизод)               | Caja de Conversión                          | 1927—1929 |
| Филиппины (2-й эпизод)               | Currency Reserve Fund                       | 1923—1942 |
| Малайя (Малайзия, 1-й эпизод)        | Board of Commissioners of Currency Malay    | 1938—1942 |
| Ирландия                             | Currency Commission                         | 1927—1943 |
| Филиппины (3-й эпизод)               | Currency Reserve Fund                       | 1945—1949 |
| Ирак                                 | Iraq Currency Board                         | 1932—1949 |
| Цейлон (Шри-Ланка)                   | Commissioners of Currency                   | 1885—1950 |
| Кипр                                 | Cyprus Commissioners of Currency            | 1914—1963 |
| Протекторат Восточной Африки (Кения) | East African Currency Board                 | 1898—1966 |
| Малайя (Малайзия, 2-й эпизод)        | Board of Commissioners of Currency (Malaya) | 1945—1967 |
| Аргентина (3-й эпизод)               | Banco Central de la República Argentina     | 1991—2002 |
| Эстония                              | Bank of Estonia                             | 1992—2010 |
| Литва                                | Bank of Lithuania                           | 1994—2014 |

## Валютный совет в истории России

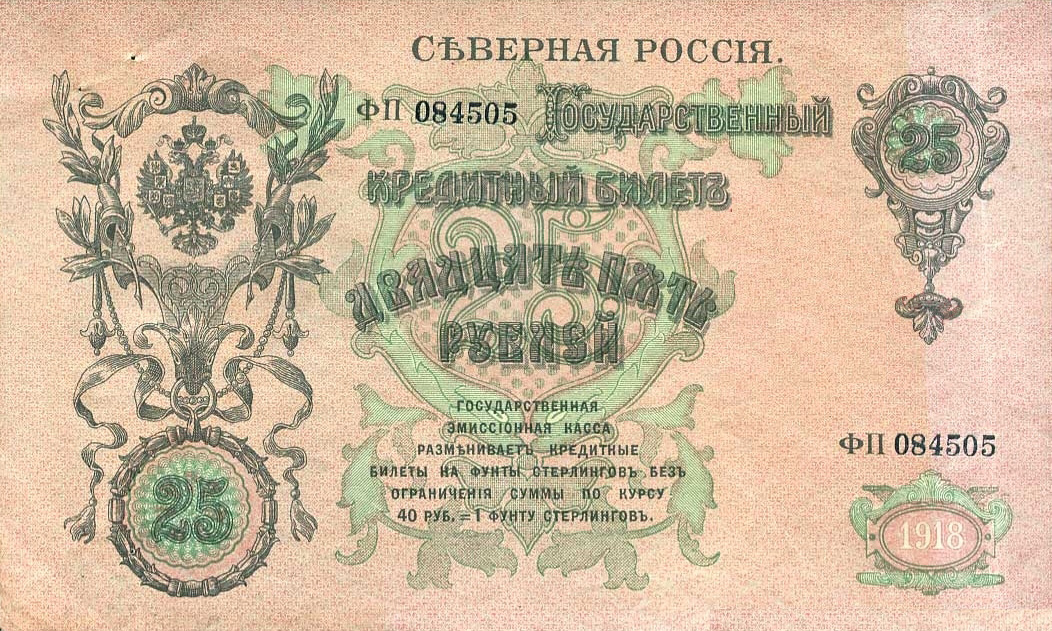
Банкнота в 25 рублей Государственной эмиссионной кассы, выпущенной в Северной области России в 1918 г.

В истории России есть пример валютного совета. Во время Гражданской войны 1918—1920 годов валютный совет действовал в регионе, объединившем под влиянием оккупационных властей Антанты Архангельскую, Мурманскую и часть других областей Северной России. Для прекращения денежного хаоса и обесценивания бумажных денег в Северной России британское командование по проекту «отца» макроэкономики Дж.М. Кейнса учредило валютный совет в форме Государственной эмиссионной кассы. Кейнс в то время являлся служащим Казначейства Великобритании и отвечал за военные финансы. Главная идея кассы заключалась в обеспечении неограниченного по суммам и срокам обмена местных рублей на фунты стерлингов и наоборот. Касса эмитировала так называемые «моржо́вки» или рубль Северной области. 
Курс обмена был зафиксирован на уровне 40 рублей за фунт. Валютный совет носил модифицированный характер. Во-первых, на кассу возлагалась функция изъятия из обращения банкнот старого образца. Во-вторых, местные власти могли ограниченно выпускать новые деньги в объёме до 25 % от резервов в фунтах стерлингов. После ухода англичан из Архангельска касса прекратила своё существование.

## Современные примеры валютного совета
По состоянию на 2017 год модифицированный валютный совет действует в следующих странах:
| Страна                                | Денежные власти                            | Якорная валюта     | Год введения валютного совета |
| ------------------------------------- | ------------------------------------------ | ------------------ | ----------------------------- |
| Бермудские Острова (Великобритании)   | Bermuda Monetary Authority                 | Доллар США         | 1915                          |
| Болгария                              | Българска народна банка                    | Евро               | 1997                          |
| Босния и Герцеговина                  | Centralna banka Bosne i Hercegovine        | Евро               | 1997                          |
| Бруней                                | Autoriti Monetari Brunei Darussalam        | Доллар Сингапура   | 1938                          |
| Восточно-Карибские государства        | Eastern Caribbean Central Bank             | Доллар США         | 1951                          |
| Гернси (Великобритания)               | Guernsey Treasury and Resources Department | Фунт стерлингов    | 1921                          |
| Гибралтар (Великобритания)            | Commissioner of Currency                   | Фунт стерлингов    | 1914                          |
| Гонконг                               | Hong Kong Monetary Authority               | Доллар США         | 1983                          |
| Джерси (остров, Великобритания)       | Jersey Treasury and Resources Department   | Фунт стерлингов    | 1959                          |
| Джибути                               | Banque Centrale de Djibouti                | Доллар США         | 1949                          |
| Макао (Китай)                         | Monetary Authority of Macao                | Гонконгский доллар | 1996                          |
| Мэн (остров, Великобритания)          | Isle of Man government                     | Фунт стерлингов    | 1961                          |
| Остров Святой Елены (Великобритания)  | Saint Helena Finance Department            | Фунт стерлингов    | 1976                          |
| Фолклендские острова (Великобритания) | Falkland Islands Commissioners of Currency | Фунт стерлингов    | 1899                          |

* Участники Организации Восточно-Карибских государств (Антигуа и Барбуда, Доминика, Гренада, Монтсеррат, Сент-Китс и Невис, Сент-Люсия, Сент-Винсент и Гренадины), а также на острове Ангилья.